# Lepuix
Lepuix es una comuna francesa situada en el departamento del Territorio de Belfort, de la región de Borgoña-Franco Condado. Suele utilizarse incluso en documentos oficiales la denominación Lepuix-Gy, para distinguirla de Lepuix-Neuf.
Los habitantes se llaman Môtieux o Montieux.

## Geografía
Está ubicada a 12 km al norte de Belfort.

## Demografía
| 1 995 | 1 186 | 1 142 | 1 083 | 1 028 | 1 059 | 1 116 | 1 187 | 1 247 |
| Para los censos de 1962 a 1999 la población legal corresponde a la población sin duplicidades (Fuente: INSEE [Consultar]) |       |       |       |       |       |       |       |       |